# 防災監
防災監（ぼうさいかん、英表記は未規定）は、内閣府の指定職。令和7年6月の災害対策基本法等の一部を改正する法律の成立により、災害対応の司令塔として2025年7月1日付けで新設された指定職7号俸の次官級ポストである。

## 設置規定
内閣府設置法　
第十六条の二　本府に、防災監一人を置く。
2　防災監は、第九条の二の特命担当大臣を助け、命を受けて第四条第一項第十八号及び第十九号並びに第三項第七号の九から第十四号まで、第十四号の三から第十四号の四の二まで及び第十五号に掲げる事務（同条第一項第十八号及び第十九号並びに第三項第七号の九及び第十五号に掲げる事務のうち原子力防災に関するものを除く。）を統理する。

## 組織
従来より内閣府に置かれている内閣府政策統括官（防災担当）および同部局の上位に位置づけられる。

## 歴代の防災監
2025年7月1日設置。
| 任期      | 指名     | 出身               | 前職                                     | 後職 | 備考       |
| --------- | -------- | ------------------ | ---------------------------------------- | ---- | ---------- |
| 2025.7.1- | 長橋和久 | 建設省・国土交通省 | 内閣官房内閣審議官兼復旧・復興支援統括官 | 現職 | 初代防災監 |

## 引用・脚注
1. ↑  “内閣府に「防災監」新設 災害対策基本法など閣議決定”. 日本経済新聞 (2025年2月14日). 2025年7月4日閲覧。
2. ↑  “e-Gov 法令検索”. laws.e-gov.go.jp. 2025年7月4日閲覧。
3. ↑  “内閣府防災担当の組織 : 防災情報のページ - 内閣府”. www.bousai.go.jp. 2025年7月4日閲覧。
4. ↑  “内閣府審議官に松田浩樹氏、新設の防災監に長橋和久氏　幹部人事”. 2025年7月4日閲覧。